# オーク弁天寄席
オーク弁天寄席（オークべんてんよせ）とは、大阪府大阪市港区の弁天町ORC200生涯学習センターで定期的に行われていた地域寄席（落語と講談の勉強会）。
1994年11月から毎月1回第4水曜日に行われていた。
レギュラー出演者は落語家の笑福亭学光と講談師の旭堂南鱗で、その他に数名のゲスト出演者で構成されていた。
2018年3月をもって279回を最終回として会場閉館により幕を閉じた。2018年5月に会場を天満天神繁昌亭に移し「弁天寄席in繁昌亭」として一夜限りの復活をしている。